# Acalyptris lorantivora
Acalyptris lorantivora is een vlinder van de familie van de dwergmineermotten (Nepticulidae), van de onderfamilie van de Nepticulinae. De wetenschappelijke naam van deze soort is voor het eerst voorgesteld als Nepticula lorantivora door Antonie Johannes Theodorus Janse in een publicatie uit 1948.

## Verspreiding
De soort komt voor in Zuid-Afrika.

## Waardplanten
De rups leeft op Boscia oleoides (Capparidaceae).